# Isole Marshall ai Giochi olimpici
Le Isole Marshall hanno partecipato per la prima volta ai Giochi olimpici nel 2008.
Gli atleti dello stato oceaniano non hanno mai vinto medaglie ai Giochi olimpici estivi, e non hanno mai partecipato ai Giochi olimpici invernali.
Il Comitato olimpico venne creato nel 2001 e riconosciuto nel 2006.

## Medagliere
| Giochi              | Oro | Argento | Bronzo | Totale |
| ------------------- | --- | ------- | ------ | ------ |
| Pechino 2008        | 0   | 0       | 0      | 0      |
| Londra 2012         | 0   | 0       | 0      | 0      |
| Rio de Janeiro 2016 | 0   | 0       | 0      | 0      |
| Tokyo 2020          | 0   | 0       | 0      | 0      |
| Parigi 2024         | 0   | 0       | 0      | 0      |
| Totale              | 0   | 0       | 0      | 0      |